# Zwemmen op de Paralympische Zomerspelen 1980
De VIe Paralympische Spelen werden in 1980 gehouden in Arnhem en Veenendaal, Nederland. Zwemmen was een van de 13 sporten tijdens deze spelen. De evenementen vonden plaats in het Valleibad in Veenendaal.

## Evenementen
Er stonden bij het Zwemmen 192 evenementen op het programma. Waarvan 98 voor de mannen en 94 voor de vrouwen.
Er stonden er dit jaar 1 nieuwe afstand op het programma, De 400 m Vrije Slag.
- 25 m Rugslag
- 50 m Rugslag
- 100 m Rugslag

- 25 m Schoolslag
- 50 m Schoolslag
- 100 m Schoolslag

- 25 m Vlinderslag
- 50 m Vlinderslag
- 100 m Vlinderslag

- 25 m Vrije Slag
- 50 m Vrije Slag
- 100 m Vrije Slag
- 400 m Vrije Slag

- 2x25 m Wisselslag
- 3x25 m Vrije Slag
- 3x25 m Wisselslag

- 3x50 m Vrije Slag
- 3x50 m Wisselslag
- 3x100 m Vrije Slag

- 3x100 m Wisselslag
- 4x25 m Wisselslag
- 4x50 m Vrije Slag

- 4x50 m Wisselslag
- 4x100 m Wisselslag
- 4x100 m Vrije Slag

## Mannen
| Rank | Land             | Tijd    |
| ---- | ---------------- | ------- |
| 1    | West-Duitsland   | 1:35.51 |
| 2    | Verenigde Staten | 1:37.35 |
| 3    | Mexico           | 2:03.34 |

| Rank | Land           | Tijd    |
| ---- | -------------- | ------- |
| 1    | West-Duitsland | 1:56.09 |

| Rank | Land           | Tijd    |
| ---- | -------------- | ------- |
| 1    | West-Duitsland | 2:29.29 |
| 2    | Frankrijk      | 2:29.99 |

| Rank | Land           | Tijd    |
| ---- | -------------- | ------- |
| 1    | Israël         | 2:11.41 |
| 2    | West-Duitsland | 2:37.33 |
| 3    | Italië         | 3:09.57 |

| Rank | Land      | Tijd    |
| ---- | --------- | ------- |
| 1    | Nederland | 4:05.59 |

| Rank | Land      | Tijd    |
| ---- | --------- | ------- |
| 1    | Nederland | 4:55.63 |
| 2    | Frankrijk | 6:03.96 |
| 3    | België    | 6:19.74 |

| Rank | Land             | Tijd    |
| ---- | ---------------- | ------- |
| 1    | Israël           | 2:28.89 |
| 2    | Polen            | 2:30.29 |
| 3    | Verenigde Staten | 2:53.05 |

| Rank | Land             | Tijd    |
| ---- | ---------------- | ------- |
| 1    | Verenigde Staten | 4:24.84 |
| 2    | Zweden           | 4:29.32 |
| 3    | Canada           | 4:58.02 |

| Rank | Land                | Tijd    |
| ---- | ------------------- | ------- |
| 1    | West-Duitsland      | 4:40.07 |
| 2    | Verenigd Koninkrijk | 4:40.08 |

| Rank | Land      | Tijd    |
| ---- | --------- | ------- |
| 1    | Zweden    | 5:52.02 |
| 2    | Polen     | 5:52.52 |
| 3    | Frankrijk | 6:03.12 |

| Rank | Land             | Tijd    |
| ---- | ---------------- | ------- |
| 1    | Verenigde Staten | 5:04.17 |
| 2    | Spanje           | 5:04.89 |
| 3    | Canada           | 5:34.25 |

| Rank | Land                | Tijd    |
| ---- | ------------------- | ------- |
| 1    | Verenigd Koninkrijk | 5:19.89 |

| \| Rank \| Land \| Tijd \| \| ---- \| -------------- \| ------- \| \| 1 \| West-Duitsland \| 5:46.25 \| |                |         |
| Rank | Land           | Tijd    |
| 1 | West-Duitsland | 5:46.25 |

### 25 m Rugslag
| Klasse | Snelste tijd | land | Goud           | land | Zilver         | land | Brons          |
| ------ | ------------ | ---- | -------------- | ---- | -------------- | ---- | -------------- |
| 1B     | 32.16        | SWE  | Karen Liljedal | SWE  | Goran Eriksson | CAN  | M. Burger      |
| 1C     | 24.79        | POL  | Zbigniew Smyk  | AUS  | Peter Hill     | USA  | Robert Ockvirk |

### 50 m Rugslag
| Klasse | Snelste tijd | land | Goud                  | land | Zilver             | land | Brons              |
| ------ | ------------ | ---- | --------------------- | ---- | ------------------ | ---- | ------------------ |
| 2      | 42.33        | POL  | Andrzej Surala        | POL  | Januariusz Malyska | BEL  | Pascal Cornelis    |
| 3      | 38.63        | POL  | Miroslaw Owczarek     | MEX  | Henry Delgadallio  | ZIM  | Andrew James Scott |
| CP C   | 53.84        | NED  | C. Schuivens          | SWE  | Goran Forsman      | NOR  | Kare Adler         |
| E1     | 45.12        | POL  | Andrzej Wojciechowski | YUG  | Roko Mikelin       | DEN  | Jorn Nielsen       |
| F      | 36.76        | FRG  | Karl Schroeder        | ISR  | Baruch Peretzman   | JPN  | Shoji Inoshita     |
| F1     | 48.07        | FRA  | B. Perry              | FRG  | R. Scharmentke     | FRG  | Andreas Brand      |
| J      | 40.96        | NED  | Frits Hildebrandt     | AUS  | Charlie Tapscott   | NED  | Johan Zegers       |

### 100 m Rugslag
| Klasse | Snelste tijd | land | Goud               | land | Zilver           | land | Brons            |
| ------ | ------------ | ---- | ------------------ | ---- | ---------------- | ---- | ---------------- |
| 4      | 1:22.81      | USA  | Scott Robeson      | POL  | Adam Pielak      | CAN  | J. Stanfield     |
| 5      | 1:17.31      | POL  | Ryszard Machowczyk | ESP  | Eugenio Jimenez  | SWE  | Tore Nilsson     |
| 6      | 1:20.03      | NED  | H. J. M. Legebeke  | FRG  | G. Gattinger     | MEX  | Antonio Castello |
| A      | 1:16.05      | GBR  | James Muirhead     | SWE  | Frank Skaret     | USA  | Scott Hegle      |
| B      | 1:10.13      | SWE  | Petter Fielding    | USA  | Dean Winger      | USA  | Steve Wilson     |
| C-D    | 1:10.18      | CAN  | G. Collins-Simpson | AUS  | Gary Gudgeon     | COL  | Pedro Mejia      |
| C1-D1  | 1:21.92      | CAN  | Denis Lapalme      | NOR  | Erling Trondsen  | NED  | Willem van Laar  |
| CP D   | 1:28.64      | NED  | C. de Groen        | GBR  | Chris Hampshire  | SUI  | Regis Mettraux   |
| E      | 1:18.94      | NED  | M. Kers            | NED  | André van Buiten | NED  | B. Koopman       |

### 25 m Schoolslag
| Klasse | Snelste tijd | land | Goud          | land | Zilver     | land | Brons          |
| ------ | ------------ | ---- | ------------- | ---- | ---------- | ---- | -------------- |
| 1A     | 38.98        | GBR  | Mike Kenny    | FRG  | H. Tietze  | FIN  | Pekka Kantola  |
| 1B     | 33.80        | CAN  | M. Burger     | USA  | G. Slupe   | BEL  | Fr. Procatus   |
| 1C     | 25.65        | POL  | Zbigniew Smyk | AUS  | Peter Hill | FRG  | Siegmar Henker |

### 50 m Schoolslag
| Klasse | Snelste tijd | land | Goud                  | land | Zilver             | land | Brons               |
| ------ | ------------ | ---- | --------------------- | ---- | ------------------ | ---- | ------------------- |
| 2      | 53.41        | POL  | Andrzej Surala        | POL  | Januariusz Malyska | ISR  | Assaf Agmon         |
| 3      | 47.22        | POL  | Miroslaw Owczarek     | ISR  | Joseph Wanger      | POL  | Arkadiusz Pawlowski |
| CP C   | 1:04.68      | SWE  | Goran Forsman         | NOR  | Kare Adler         | NED  | C. Schuivens        |
| E1     | 42.79        | POL  | Andrzej Wojciechowski | FRG  | K. Kampka          | YUG  | Roko Mikelin        |
| F      | 44.48        | ISR  | Baruch Peretzman      | FIN  | Heikki Miettinen   | FRG  | K. Petereit         |
| F1     | 49.36        | FRG  | R. Scharmentke        | FRG  | Andreas Brand      | FRA  | B. Perry            |
| J      | 44.57        | NED  | Gerrie de Hoop        | NOR  | Tom Nordtvedt      | NED  | Johan Zegers        |

### 100 m Schoolslag
| Klasse | Snelste tijd | land | Goud             | land | Zilver             | land | Brons            |
| ------ | ------------ | ---- | ---------------- | ---- | ------------------ | ---- | ---------------- |
| 4      | 1:43.06      | NZL  | D. P. Chambers   | CAN  | J. Stanfield       | SWE  | Anders Olsson    |
| 5      | 1:36.54      | SWE  | Tore Nilsson     | POL  | Ryszard Machowczyk | FRA  | G. Betega        |
| 6      | 1:36.32      | POL  | Andrzej Blauciak | NED  | H. J. M. Legebeke  | FRA  | B. Jaillet       |
| A      | 1:27.97      | CAN  | Timothy McIsaac  | SWE  | Hakan Karlsson     | USA  | Jeff Wheatley    |
| B      | 1:18.47      | USA  | Steve Wilson     | USA  | Dean Winger        | SWE  | Sixten Berner    |
| C      | 1:22.01      | POL  | Grzegorz Biela   | ISR  | Ron Bolotin        | SWE  | Sven Eryd        |
| C1     | 1:35.18      | NOR  | Erling Trondsen  | CAN  | Denis Lapalme      | POL  | Wieslaw Chorzepa |
| CP D   | 1:40.51      | NED  | J. van Dalen     | SWE  | Robert Jernberg    | NOR  | Stig Osland      |
| D      | 1:27.88      | COL  | Pedro Mejia      | CAN  | L. Gardner         | FRG  | W. Wecker        |
| D1     | 1:52.97      | YUG  | Jozef Banfi      | USA  | J. Finch           | FRG  | Wolfgang Goris   |
| E      | 1:22.45      | NED  | M. Kers          | NED  | André van Buiten   | POL  | Janusz Kozak     |

### 25 m Vlinderslag
| Klasse | Snelste tijd | land | Goud              | land | Zilver        | land | Brons            |
| ------ | ------------ | ---- | ----------------- | ---- | ------------- | ---- | ---------------- |
| 2      | 21.57        | POL  | Andrzej Surala    | ISR  | Assaf Agmon   | JPN  | Yoshio Tsunoda   |
| 3      | 19.28        | POL  | Miroslaw Owczarek | USA  | D. Butler     | ESP  | Francisco Flores |
| 4      | 16.69        | USA  | Scott Robeson     | SWE  | Anders Olsson | NED  | H. Vrieling      |
| 1A     | 30.43        | GBR  | Mike Kenny        | FIN  | Pekka Kantola | FRG  | H. Tietze        |
| 1B     | 23.87        | CAN  | M. Burger         | USA  | G. Slupe      | FIN  | Eero Maki        |
| 1C     | 23.49        | POL  | Zbigniew Smyk     | FRG  | Manfred Emmel | USA  | Robert Ockvirk   |

### 50 m Vlinderslag
| Klasse | Snelste tijd | land | Goud            | land | Zilver             | land | Brons        |
| ------ | ------------ | ---- | --------------- | ---- | ------------------ | ---- | ------------ |
| 5      | 37.34        | ESP  | Eugenio Jimenez | POL  | Ryszard Machowczyk | NED  | H. G. Heynen |

### 100 m Vlinderslag
| Klasse | Snelste tijd | land | Goud             | land | Zilver             | land | Brons          |
| ------ | ------------ | ---- | ---------------- | ---- | ------------------ | ---- | -------------- |
| 6      | 1:15.34      | ISR  | Uri Bergman      | FRG  | G. Gattinger       | FRA  | B. Jaillet     |
| A      | 1:11.86      | CAN  | Timothy McIsaac  | GBR  | James Muirhead     | USA  | Scott Hegle    |
| B      | 1:06.93      | USA  | Dean Winger      | SWE  | Petter Fielding    | USA  | Steve Wilson   |
| C      | 1:06.34      | ISR  | Ron Bolotin      | CAN  | G. Collins-Simpson | POL  | Grzegorz Biela |
| D      | 1:12.69      | GBR  | Peter Aldous     | TCH  | Roman Gronsky      | CAN  | L. Gardner     |
| E      | 1:14.63      | NED  | André van Buiten | POL  | Janusz Kozak       | FRG  | G. Schweitzer  |

### 25 m Vrije Slag
| Klasse | Snelste tijd | land | Goud          | land | Zilver        | land | Brons          |
| ------ | ------------ | ---- | ------------- | ---- | ------------- | ---- | -------------- |
| 1A     | 30.43        | GBR  | Mike Kenny    | FIN  | Pekka Kantola | FRG  | H. Tietze      |
| 1B     | 23.87        | CAN  | M. Burger     | USA  | G. Slupe      | FIN  | Eero Maki      |
| 1C     | 23.49        | POL  | Zbigniew Smyk | FRG  | Manfred Emmel | USA  | Robert Ockvirk |

### 50 m Vrije Slag
| Klasse | Snelste tijd | land | Goud                  | land | Zilver              | land | Brons            |
| ------ | ------------ | ---- | --------------------- | ---- | ------------------- | ---- | ---------------- |
| 2      | 43.01        | POL  | Andrzej Surala        | ISR  | Assaf Agmon         | BEL  | Pascal Cornelis  |
| 3      | 36.14        | POL  | Miroslaw Owczarek     | POL  | Arkadiusz Pawlowski | ESP  | Francisco Flores |
| CP C   | 46.56        | NOR  | Kare Adler            | SWE  | Goran Forsman       | NED  | C. Schuivens     |
| E1     | 40.25        | POL  | Andrzej Wojciechowski | YUG  | Roko Mikelin        | YUG  | Vangel Zabev     |
| F      | 31.03        | FRG  | Karl Schroeder        | ISR  | Baruch Peretzman    | JPN  | Shoji Inoshita   |
| J      | 35.57        | NED  | Frits Hildebrandt     | AUS  | Charlie Tapscott    | NED  | Gerrie de Hoop   |

### 100 m Vrije Slag
| Klasse | Snelste tijd | land | Goud            | land | Zilver                | land | Brons           |
| ------ | ------------ | ---- | --------------- | ---- | --------------------- | ---- | --------------- |
| 4      | 1:09.17      | SWE  | Anders Olsson   | ISR  | Shlomo Pinto          | USA  | Scott Robeson   |
| 5      | 1:10.72      | NED  | H. G. Heynen    | SWE  | Lars-Gunnar Andersson | FRA  | Th. Godineau    |
| 6      | 1:04.11      | ISR  | Uri Bergman     | EGY  | Naser Eldin Nabil     | FRG  | G. Gattinger    |
| A      | 1:03.56      | GBR  | James Muirhead  | CAN  | Timothy McIsaac       | USA  | Scott Hegle     |
| B      | 1:00.83      | USA  | Dean Winger     | USA  | Steve Wilson          | SWE  | Petter Fielding |
| C-D    | 1:02.00      | ISR  | Ron Bolotin     | SWE  | Sven Eryd             | AUS  | Gary Gudgeon    |
| C1-D1  | 1:05.81      | NED  | Willem van Laar | NOR  | Erling Trondsen       | CAN  | Denis Lapalme   |
| CP D   | 1:12.15      | NED  | C. de Groen     | NOR  | Stig Osland           | SWE  | Robert Jernberg |
| E      | 1:05.84      | NED  | M. Kers         | NED  | B. Koopman            | POL  | Janusz Kozak    |

### 400 m Vrije Slag
| Klasse | Snelste tijd | land | Goud         | land | Zilver         | land | Brons       |
| ------ | ------------ | ---- | ------------ | ---- | -------------- | ---- | ----------- |
| C-D    | 1:09.17      | AUS  | Gary Gudgeon | POL  | Grzegorz Biela | ISR  | Ron Bolotin |

## Vrouwen
| Rank | Land | Tijd    |
| ---- | ---- | ------- |
| 1    | POL  | 2:28.16 |
| 2    | GBR  | 2:31.81 |
| 3    | USA  | 2:50.58 |

| Rank | Land | Tijd    |
| ---- | ---- | ------- |
| 1    | USA  | 1:44.17 |
| 2    | ARG  | 2:38.95 |

| Rank | Land | Tijd    |
| ---- | ---- | ------- |
| 1    | GBR  | 2:59.75 |
| 2    | POL  | 3:05.02 |

| Rank | Land | Tijd    |
| ---- | ---- | ------- |
| 1    | POL  | 6:41.24 |
| 2    | NED  | 8:00.47 |
| 3    | ESP  | 8:06.98 |

### 25 m Rugslag
| Klasse | Snelste tijd | land | Goud            | land | Zilver           | land | Brons            |
| ------ | ------------ | ---- | --------------- | ---- | ---------------- | ---- | ---------------- |
| 1A     | 35.09        | USA  | Karen Donaldson | MEX  | Josefina Cornejo | ARG  | Eugenia Garcia   |
| 1B     | 33.12        | MEX  | Martha Sandoval | ARG  | Monica Lopez     | ZIM  | Eileen Robertson |
| 1C     | 23.29        | GBR  | Isabel Barr     | SWE  | Kerstin Eriksson |      |                  |

### 50 m Rugslag
| Klasse | Snelste tijd | land | Goud              | land | Zilver              | land | Brons             |
| ------ | ------------ | ---- | ----------------- | ---- | ------------------- | ---- | ----------------- |
| 2      | 51.38        | GBR  | M. Price          | FRG  | D. Weber            | POL  | Malgorzata Kopec  |
| 3      | 49.26        | POL  | Malgorzata Adamik | JAM  | Nella McPherson     | ARG  | Marcella Rizzotto |
| CP C   | 56.69        | NED  | M. van der Meer   | BEL  | E. Lauwers          | DEN  | Dorthe Bach       |
| F      | 1:02.06      | FRA  | M. H. Allard      | CAN  | M. Seargeant        |      |                   |
| F1     | 50.34        | FRG  | U. Sievert        |      |                     |      |                   |
| J      | 42.62        | CAN  | Josee Lake        | NED  | Jolande van de Zaag | SWE  | Carina Essberg    |

### 100 m Rugslag
| Klasse | Snelste tijd | land | Goud                 | land | Zilver               | land | Brons              |
| ------ | ------------ | ---- | -------------------- | ---- | -------------------- | ---- | ------------------ |
| 4      | 1:34.11      | POL  | G. Ignaczuk          | ESP  | Teresa Herreras      | NED  | C. Salden          |
| 5      | 1:25.10      | FRG  | C. Swanepoel         | POL  | Malgorzata Kozlowska | GBR  | L. Wilkinson       |
| 6      | 1:25.62      | POL  | Agnieszka Ogorzelska | ESP  | Pilar Jabaloyas      |      |                    |
| A      | 1:30.32      | CAN  | Yvette Michel        | USA  | Susan Card           | CAN  | Andrea Rossi       |
| B      | 1:11.80      | USA  | Trischa Zorn         | USA  | Marie van Liere      | USA  | Missy Akins        |
| C-D    | 1:23.34      | CAN  | J. Mitchell          | GBR  | M. Vaughan           | SWE  | Helen Ronnegard    |
| C1-D1  | 1:36.00      | POL  | Ewa Dudka            | NED  | Mirjam Sanders       | NOR  | Maj Britt Mastad   |
| CP-D   | 1:38.42      | NED  | Ineke Hageraats      | NED  | W. Poortvliet        | USA  | Gayle Ginnish      |
| E      | 1:22.05      | SWE  | Annelie Ahrenstrand  | POL  | Anna Korniewicz      | FRA  | Isabelle Duranceau |

### 25 m Schoolslag
| Klasse | Snelste tijd | land | Goud           | land | Zilver           | land | Brons   |
| ------ | ------------ | ---- | -------------- | ---- | ---------------- | ---- | ------- |
| 1A     | 1:00.82      | ARG  | Eugenia Garcia | ZIM  | Sandra James     |      |         |
| 1B     | 44.71        | ARG  | Monica Lopez   | ZIM  | Eileen Robertson | USA  | B. Baum |
| 1C     | 28.32        | GBR  | Isabel Barr    |      |                  |      |         |

### 50 m Schoolslag
| Klasse | Snelste tijd | land | Goud              | land | Zilver              | land | Brons           |
| ------ | ------------ | ---- | ----------------- | ---- | ------------------- | ---- | --------------- |
| 2      | 59.63        | FRG  | Margit Quell      | FRG  | D. Weber            | GBR  | M. Price        |
| 3      | 56.23        | ARG  | Marcella Rizzotto | JAM  | Nella McPherson     | SWE  | Monika Lundborg |
| CP C   | 1:03.94      | SWE  | Eva Lundkvist     | NED  | M. van der Meer     | DEN  | Dorthe Bach     |
| E1     | 1:06.99      | ISL  | S. Karlsdottir    |      |                     |      |                 |
| F      | 53.86        | CAN  | M. Seargeant      | FRA  | M. H. Allard        |      |                 |
| F1     | 54.44        | FRG  | Petra Schad       | FRG  | U. Sievert          |      |                 |
| J      | 49.92        | CAN  | Josee Lake        | NED  | Jolande van de Zaag |      |                 |

### 100 m Schoolslag
| Klasse | Snelste tijd | land | Goud                 | land | Zilver                  | land | Brons              |
| ------ | ------------ | ---- | -------------------- | ---- | ----------------------- | ---- | ------------------ |
| 4      | 1:56.52      | POL  | G. Ignaczuk          | ESP  | Teresa Herreras         | GBR  | J. Orpwood         |
| 5      | 1:41.32      | FRG  | C. Swanepoel         | POL  | Malgorzata Kozlowska    | GBR  | L. Wilkinson       |
| 6      | 1:52.63      | POL  | Agnieszka Ogorzelska | ESP  | Pilar Jabaloyas         |      |                    |
| A      | 1:38.94      | CAN  | Yvette Michel        | GBR  | Lorraine Robinson       | NED  | M. Huyben          |
| B      | 1:30.29      | USA  | Missy Akins          | CAN  | L. Bentz                | GBR  | J. Tree            |
| C      | 2:10.40      | CAN  | C. Kristiansen       |      |                         |      |                    |
| C1     | 1:55.49      | POL  | Lucyna Krajewska     | NED  | Mirjam Sanders          | POL  | Ewa Dudka          |
| CP-D   | 1:52.85      | NED  | Ineke Hageraats      | NOR  | Inger Johanne Martinsen | NOR  | Vibeke Hagen       |
| D      | 1:38.42      | GBR  | M. Vaughan           | CAN  | J. Mitchell             | USA  | Jan Wilson         |
| D1     | 2:12.03      | JAM  | Sarah Newland        | NOR  | Maj Britt Mastad        | POL  | Bozena Czopek      |
| E      | 1:34.42      | SWE  | Annelie Ahrenstrand  | POL  | Anna Korniewicz         | FRA  | Isabelle Duranceau |

### 25 m Vlinderslag
| Klasse | Snelste tijd | land | Goud            | land | Zilver            | land | Brons             |
| ------ | ------------ | ---- | --------------- | ---- | ----------------- | ---- | ----------------- |
| 2      | 28.10        | FRG  | D. Weber        | USA  | Syd Jacobs        | POL  | Malgorzata Kopec  |
| 3      | 23.36        | SWE  | Monika Lundborg | ARG  | Marcella Rizzotto | POL  | Malgorzata Adamik |
| 4      | 19.59        | POL  | G. Ignaczuk     | ESP  | Teresa Herreras   | CAN  | I. Wownuk         |

### 50 m Vlinderslag
| Klasse | Snelste tijd | land | Goud         | land | Zilver       | land | Brons                |
| ------ | ------------ | ---- | ------------ | ---- | ------------ | ---- | -------------------- |
| 5      | 44.18        | FRG  | C. Swanepoel | GBR  | L. Wilkinson | POL  | Malgorzata Kozlowska |

### 100 m Vlinderslag
| Klasse | Snelste tijd | land | Goud                 | land | Zilver             | land | Brons              |
| ------ | ------------ | ---- | -------------------- | ---- | ------------------ | ---- | ------------------ |
| 6      | 1:23.33      | POL  | Agnieszka Ogorzelska | ESP  | Pilar Jabaloyas    |      |                    |
| A      | 1:47.33      | CAN  | Andrea Rossi         | AUS  | Carolyn Connors    | USA  | Sandy Dunne        |
| B      | 1:11.55      | USA  | Trischa Zorn         | USA  | Missy Akins        | SWE  | Eva Andersson      |
| C      | 2:02.15      | CAN  | C. Kristiansen       |      |                    |      |                    |
| D      | 1:19.64      | GBR  | M. Vaughan           | CAN  | M. Nicholson       | POL  | Krystyna Sikorska  |
| E      | 1:15.80      | SWE  | Annelie Ahrenstrand  | FRA  | Isabelle Duranceau | NED  | Silvia Cornelissen |

### 25 m Vrije Slag
| Klasse | Snelste tijd | land | Goud            | land | Zilver           | land | Brons            |
| ------ | ------------ | ---- | --------------- | ---- | ---------------- | ---- | ---------------- |
| 1A     | 34.58        | USA  | Karen Donaldson | MEX  | Josefina Cornejo | ARG  | Eugenia Garcia   |
| 1B     | 32.93        | MEX  | Martha Sandoval | ARG  | Monica Lopez     | ZIM  | Eileen Robertson |
| 1C     | 20.94        | GBR  | Isabel Barr     | SWE  | Kerstin Eriksson |      |                  |

### 50 m Vrije Slag
| Klasse | Snelste tijd | land | Goud              | land | Zilver              | land | Brons          |
| ------ | ------------ | ---- | ----------------- | ---- | ------------------- | ---- | -------------- |
| 2      | 45.10        | GBR  | M. Price]         | FRG  | D. Weber            | POL  | Irena Rusewicz |
| 3      | 47.01        | ARG  | Marcella Rizzotto | SWE  | Monika Lundborg     | GBR  | D. Smith       |
| CP C   | 53.00        | NED  | M. van der Meer   | SWE  | Eva Lundkvist       | BEL  | E. Lauwers     |
| F      | 52.47        | CAN  | M. Seargeant      | FRA  | M. H. Allard        |      |                |
| J      | 38.79        | CAN  | Josee Lake        | NED  | Jolande van de Zaag | SWE  | Carina Essberg |

### 100 m Vrije Slag
| Klasse | Snelste tijd | land | Goud                 | land | Zilver                  | land | Brons                |
| ------ | ------------ | ---- | -------------------- | ---- | ----------------------- | ---- | -------------------- |
| 4      | 1:23.37      | POL  | G. Ignaczuk          | SWE  | Monika Lindstrom        | ESP  | Teresa Herreras      |
| 5      | 1:17.53      | FRG  | C. Swanepoel         | GBR  | L. Wilkinson            | POL  | Malgorzata Kozlowska |
| 6      | 1:12.41      | POL  | Agnieszka Ogorzelska | ESP  | Pilar Jabaloyas         | BAH  | Christine Morgan     |
| A      | 1:16.70      | CAN  | Yvette Michel        | AUS  | Carolyn Connors         | SWE  | Gunilla Moline       |
| B      | 1:04.08      | USA  | Trischa Zorn         | SWE  | Eva Andersson           | USA  | Missy Akins          |
| C-D    | 1:12.76      | GBR  | M. Vaughan           | CAN  | J. Mitchell             | FRG  | Karen Gesierich      |
| C1-D1  | 1:20.03      | POL  | Lucyna Krajewska     | NED  | Mirjam Sanders          | CAN  | S. Baker             |
| CP-D   | 1:28.83      | NED  | Ineke Hageraats      | NOR  | Inger Johanne Martinsen | NED  | W. Poortvliet        |
| E      | 1:09.94      | SWE  | Annelie Ahrenstrand  | FRA  | Isabelle Duranceau      | USA  | F. Spivey            |

### 400 m Vrije Slag
| Klasse | Snelste tijd | land | Goud            | land | Zilver      | land | Brons        |
| ------ | ------------ | ---- | --------------- | ---- | ----------- | ---- | ------------ |
| C-D    | 5:44.02      | SWE  | Helen Ronnegard | CAN  | J. Mitchell | CAN  | M. Nicholson |

Atletiek · Basketbal · Boogschieten · Dartchery · Gewichtheffen · Goalball · Koersbal · Schermen · Schietsport · Tafeltennis · Volleybal · Worstelen · Zwemmen
Rome 1960 ·
Tokio 1964 ·
Tel Aviv 1968 ·
Heidelberg 1972 ·
Toronto 1976 ·
Arnhem 1980 ·
New York & Stoke Mandeville 1984 ·
Seoel 1988 ·
Barcelona 1992 ·
Atlanta 1996 ·
Sydney 2000 ·
Athene 2004 ·
Peking 2008 ·
Londen 2012 ·
Rio de Janeiro 2016 ·
Tokio 2020 ·
Parijs 2024 ·
Los Angeles 2028